# Laelia autumnalis
Laelia autumnalis là một loài thực vật có hoa trong họ Lan. Loài này được (Lex.) Lindl. mô tả khoa học đầu tiên năm 1831.

## Hình ảnh

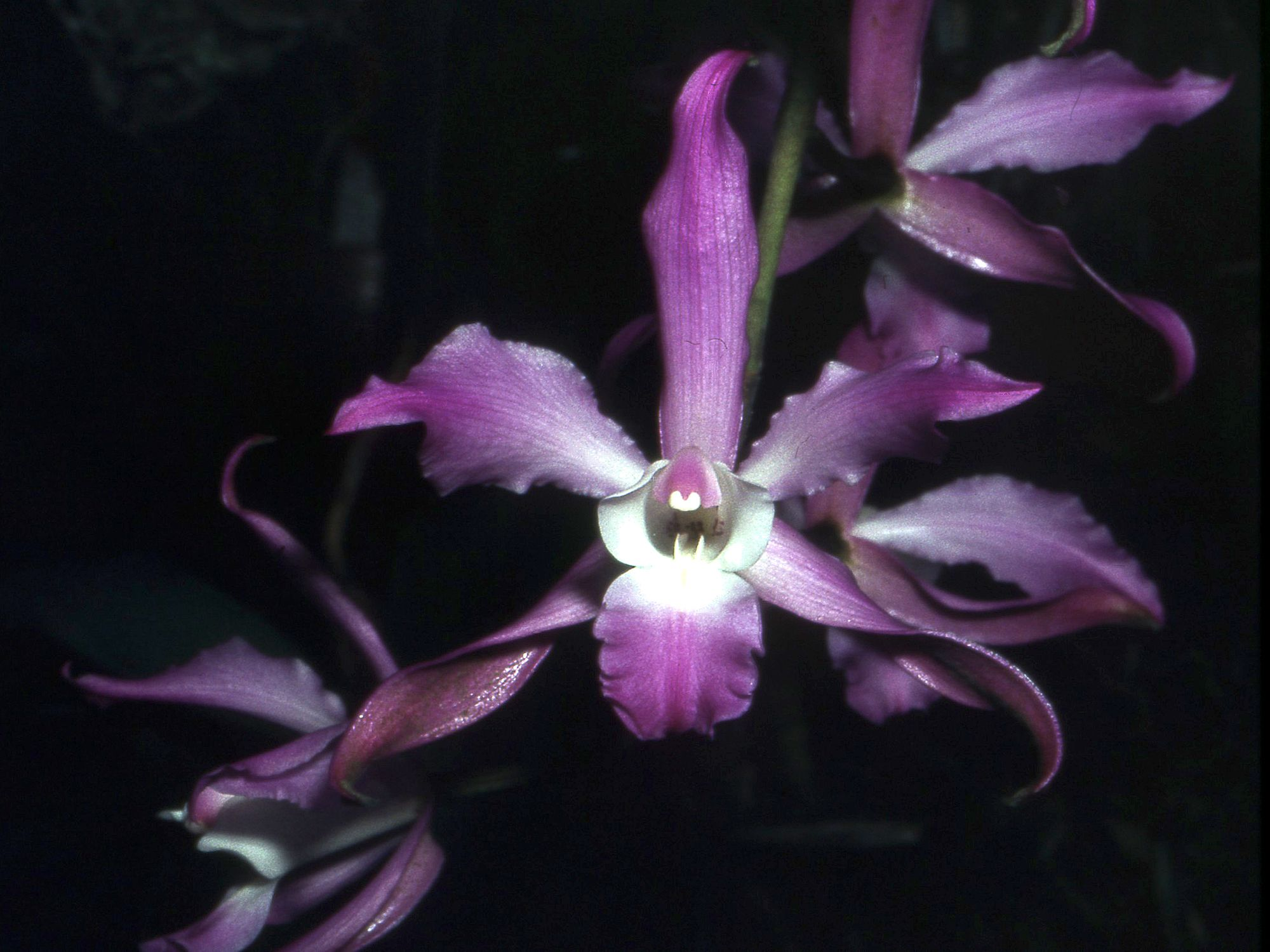
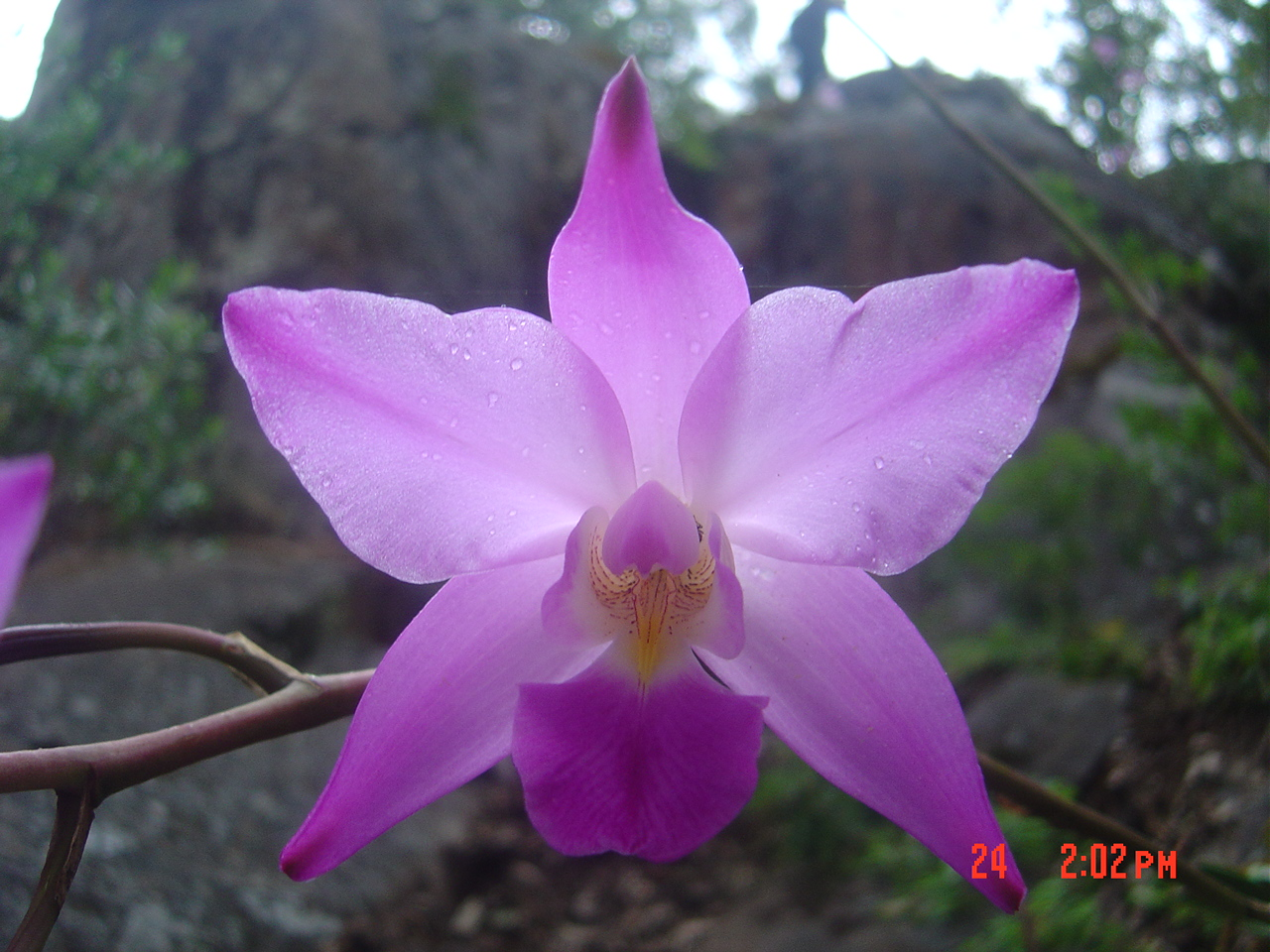
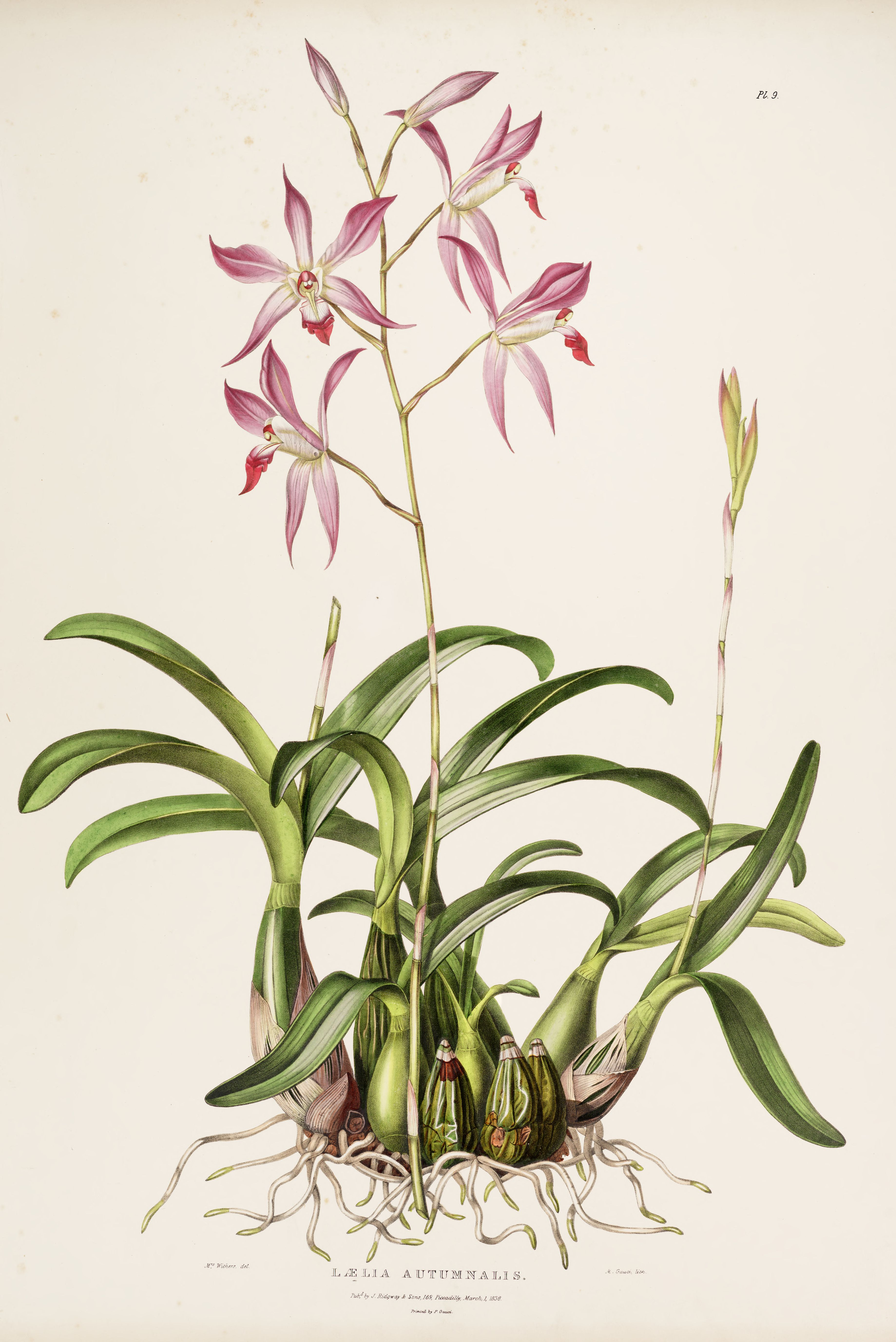
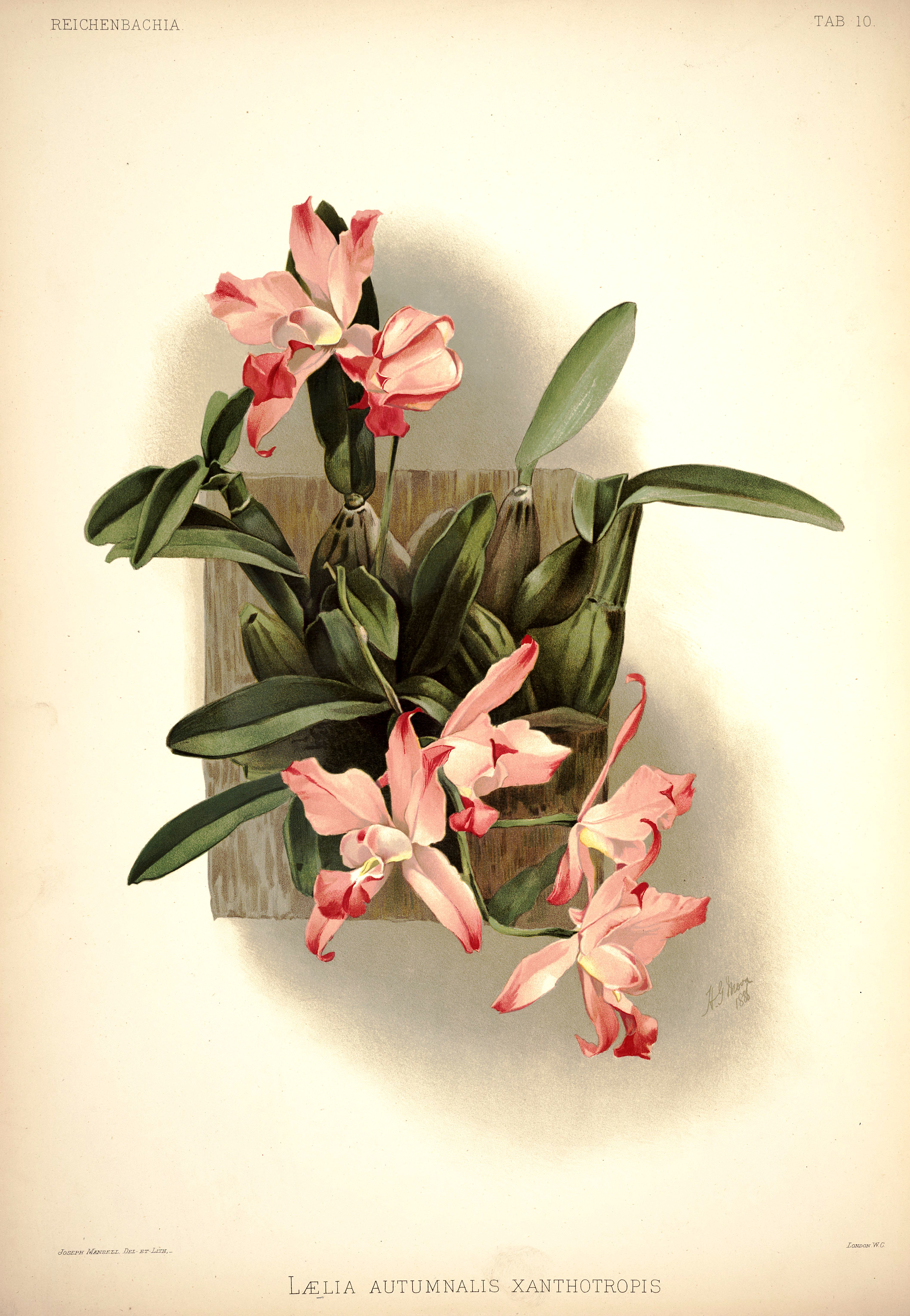